# Trophée de France 2022
Navigation
Édition précédente Édition suivante
Le Trophée de France est une compétition internationale de patinage artistique qui se déroule en France au cours de l'automne. Il accueille des patineurs amateurs de niveau senior dans quatre catégories : simple messieurs , simple dames , couple artistique et danse sur glace. En 2022 il s'appelle également Grand Prix de France.
Le trente-cinquième Trophée de France est organisé du 4 au 6 novembre 2022 au IceParc de Angers. Il est la troisième compétition du Grand Prix ISU senior de la saison 2022/2023.
Depuis le 1er mars 2022, l'Union internationale de patinage interdit aux patineurs artistiques et aux officiels de la fédération de Russie et de la Biélorussie de participer et d'assister à toutes les compétitions internationales en raison de l'invasion russe de l'Ukraine le 24 février 2022. Les athlètes russes et biélorusses ne peuvent donc participer à aucune épreuve du Grand Prix ISU 2022-2023.

## Résultats

### Messieurs
| Rang    | Nom              | Pays         | Points | Programme court | Programme court | Programme libre | Programme libre |
| ------- | ---------------- | ------------ | ------ | --------------- | --------------- | --------------- | --------------- |
| 1       | Adam Siao Him Fa | France       | 268.98 | 3               | 88.00           | 1               | 180.98          |
| 2       | Sōta Yamamoto    | Japon        | 257.90 | 1               | 92.42           | 3               | 165.48          |
| 3       | Kazuki Tomono    | Japon        | 248.77 | 2               | 89.46           | 4               | 159.31          |
| 4       | Lee Si-hyeong    | Corée du Sud | 242.62 | 7               | 76.54           | 2               | 166.08          |
| 5       | Nika Egadze      | Géorgie      | 233.40 | 4               | 82.44           | 6               | 150.96          |
| 6       | Luc Economides   | France       | 229.64 | 6               | 77.23           | 5               | 152.41          |
| 7       | Lukas Britschgi  | Suisse       | 222.86 | 9               | 74.25           | 7               | 148.61          |
| 8       | Ivan Chmouratko  | Ukraine      | 220.08 | 8               | 75.95           | 8               | 144.13          |
| 9       | Mihhail Selevko  | Estonie      | 212.92 | 5               | 79.40           | 11              | 133.52          |
| 11      | Wesley Chiu      | Canada       | 209.95 | 11              | 67.95           | 10              | 142.00          |
| 12      | Landry Le May    | France       | 203.39 | 12              | 60.87           | 9               | 142.52          |
| Abandon | Sena Miyake      | Japon        |        | 10              | 69.27           |                 |                 |

### Dames
| Rang | Nom                 | Pays         | Points | Programme court | Programme court | Programme libre | Programme libre |
| ---- | ------------------- | ------------ | ------ | --------------- | --------------- | --------------- | --------------- |
| 1    | Loena Hendrickx     | Belgique     | 216.34 | 1               | 72.75           | 1               | 143.59          |
| 2    | Kim Ye-lim          | Corée du Sud | 194.76 | 2               | 68.93           | 4               | 125.83          |
| 3    | Rion Sumiyoshi      | Japon        | 194.34 | 5               | 64.10           | 3               | 130.24          |
| 4    | Lee Hae-in          | Corée du Sud | 193.49 | 6               | 62.77           | 2               | 130.72          |
| 5    | Audrey Shin         | États-Unis   | 183.93 | 4               | 64.27           | 5               | 119.66          |
| 6    | Mana Kawabe         | Japon        | 182.50 | 3               | 68.83           | 8               | 113.67          |
| 7    | Rino Matsuike       | Japon        | 176.52 | 9               | 57.68           | 6               | 118.84          |
| 8    | Maé-Bérénice Méité  | France       | 175.68 | 8               | 58.84           | 7               | 116.84          |
| 9    | Léa Serna           | France       | 167.89 | 7               | 62.23           | 9               | 105.26          |
| 10   | Olga Mikutina       | Autriche     | 159.99 | 10              | 56.00           | 10              | 103.99          |
| 11   | Lindsay van Zundert | Pays-Bas     | 154.09 | 11              | 55.11           | 11              | 98.98           |
| 12   | Maïa Mazzara        | France       | 140.85 | 12              | 46.05           | 12              | 94.80           |

### Couples
| Rang    | Nom                                      | Pays       | Points | Programme court | Programme court | Programme libre | Programme libre |
| ------- | ---------------------------------------- | ---------- | ------ | --------------- | --------------- | --------------- | --------------- |
| 1       | Deanna Stellato-Dudek / Maxime Deschamps | Canada     | 185.84 | 1               | 64.33           | 1               | 121.51          |
| 2       | Camille Mendoza / Pavel Kovalev          | France     | 179.85 | 2               | 63.98           | 3               | 115.87          |
| 3       | Annika Hocke / Robert Kunkel             | Allemagne  | 179.73 | 5               | 60.11           | 2               | 119.62          |
| 4       | Rebecca Ghilardi / Filippo Ambrosini     | Italie     | 174.72 | 4               | 60.93           | 4               | 113.79          |
| 5       | Karina Safina / Luka Berulava            | Géorgie    | 162.44 | 3               | 61.55           | 6               | 100.89          |
| 6       | Maria Mokhova / Ivan Mokhov              | États-Unis | 162.16 | 6               | 54.77           | 5               | 107.39          |
| 7       | Océane Piegad / Denys Strekalin          | France     | 144.71 | 7               | 50.13           | 7               | 94.58           |
| Forfait | Peng Cheng / Jin Yang                    | Chine      |        |                 |                 |                 |                 |

### Danse sur glace
| Rang | Nom                                          | Pays       | Points | Danse rythmique | Danse rythmique | Danse libre | Danse libre |
| ---- | -------------------------------------------- | ---------- | ------ | --------------- | --------------- | ----------- | ----------- |
| 1    | Charlène Guignard / Marco Fabbri             | Italie     | 207.95 | 1               | 83.52           | 1           | 124.43      |
| 2    | Laurence Fournier Beaudry / Nikolaj Sørensen | Canada     | 201.93 | 2               | 82.38           | 2           | 119.55      |
| 3    | Evgeniia Lopareva / Geoffrey Brissaud        | France     | 187.15 | 3               | 73.17           | 3           | 113.98      |
| 4    | Loïcia Demougeot / Théo Le Mercier           | France     | 179.76 | 4               | 70.76           | 4           | 109.00      |
| 5    | Eva Pate / Logan Bye                         | États-Unis | 174.03 | 5               | 69.46           | 6           | 104.57      |
| 6    | Maria Kazakova / Georgy Reviya               | Géorgie    | 173.05 | 6               | 68.84           | 7           | 104.21      |
| 7    | Juulia Turkkila / Matthias Versluis          | Finlande   | 172.48 | 8               | 63.85           | 5           | 108.63      |
| 8    | Katarina Wolfkostin / Jeffrey Chen           | États-Unis | 164.89 | 7               | 64.18           | 8           | 100.71      |
| 9    | Marie Dupayage / Thomas Nabais               | France     | 161.09 | 9               | 63.64           | 9           | 97.45       |
| 10   | Molly Lanaghan / Dmitre Razgulajevs          | Canada     | 153.72 | 10              | 60.78           | 10          | 92.94       |

## Source
- Résultats du Grand Prix de France 2022 sur le site de l'ISU